# Онат (скульптор)
Онат или Онатас (греч. Ονάτας) — древнегреческий скульптор и литейщик.
Онат жил во второй половине VI — первой половине V века до нашей эры и принадлежал к скульптурной школе Эгины, откуда и сам был родом; сын Микона. По словам Павсания, художественной отделкой своих произведений он превосходил всех остальных художников этой процветающей школы и отличался большим искусством придавать своим фигурам богов, героев, людей и лошадей естественные позы и движения.
Кроме множества медных статуй, он произвёл две большие группы, стоявшие в храмах Олимпии и Дельф. Одна представляла греческих героев под стенами Трои, бросающих жребий, кому из них идти на поединок с Гектором; в другой, изображавшей победу тарентинцев, весь интерес сосредоточивался на теле павшего царя Описа.
Изображен в эрмитажной Галереи истории древней живописи, однако ошибочно. Хильтеншпергер создал там картину под названием "Онат Эгинский первым пишет изображение значительно крупнее натуры". В действительности Онат в живописца он трансформировался только в программе росписи галереи, составленной Кленце. 